# Monoszló
Monoszló è un comune dell'Ungheria di 162 abitanti (dati 2001). È situato nella contea di Veszprém.